# Rybitví
Rybitví település Csehországban, a Pardubicei járásban. Rybitví Černá u Bohdanče, Lázně Bohdaneč, Pardubice és Srnojedy településekkel határos. Lakosainak száma 1461 fő (2024. január 1.).

## Népesség
A település lakosságának változását az alábbi diagram mutatja:
| Lakosok száma | 337  | 384  | 407  | 2044 | 1739 | 1332 | 1381 | 1342 | 1345 | 1461 |
|               | 1869 | 1900 | 1921 | 1961 | 1980 | 2011 | 2016 | 2019 | 2021 | 2024 |